# Stanisław Konstanty Gruszczyński

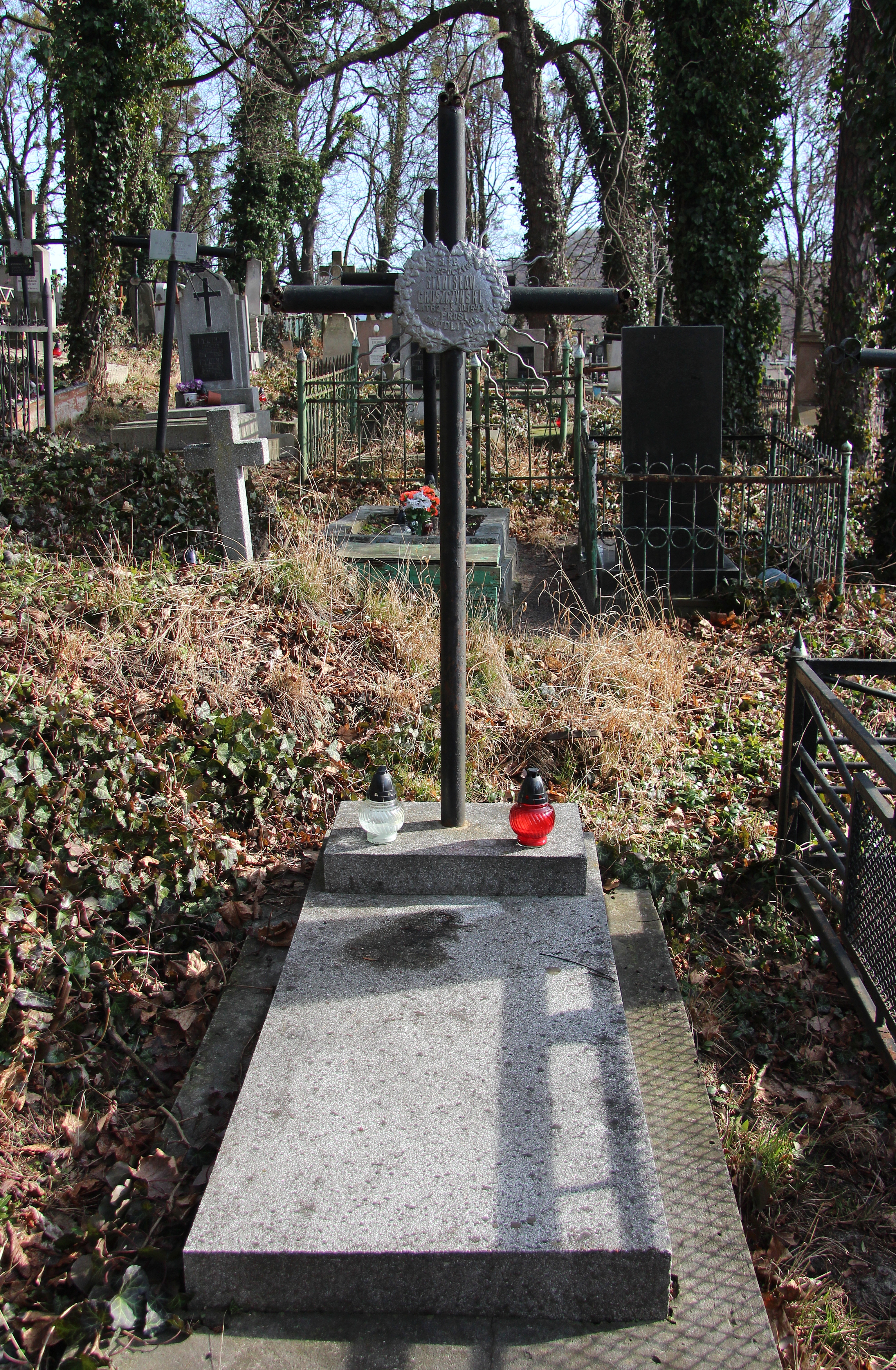
Grób Stanisława Gruszczyńskiego

Stanisław Konstanty Gruszczyński (ur. 2 listopada 1880 w Starosielcach, zm. 13 października 1943 we Lwowie) – polityk, działacz samorządowy.

## Życiorys
Urodził się 2 listopada 1880 w Starosielcach. Do gimnazjum chodził w Woroneżu i Kielcach. W 1904 ukończył szkołę Średnią Szkołę Mechaniczno-Techniczną M. Mittego w Warszawie.
Od 1899 zaangażował się w działalność polityczną i został członkiem Polskiej Partii Socjalistycznej. W 1900 był więźniem w Cytadeli Warszawskiej. Był w 1906 uczestnikiem IX Zjazdu PPS, na którym nastąpił rozłam w partii. Gruszczyński wstąpił do PPS-Lewicy. Ścigany przez rosyjską żandarmerię uciekł za granicę. Do kraju powrócił pod koniec I wojny światowej.
Był działaczem samorządowym. Wielokrotnie piastował funkcję burmistrza lub prezydenta: 1919–1921 był prezydentem w Tomaszowie Mazowieckim, 1921–1926 burmistrzem w Ostrogu na Wołyniu, 1926–1934 burmistrzem w Kutnie oraz 1934–1939 burmistrzem w Pruszkowie.
W latach 1928–1930 został senatorem II kadencji, wybrany z listy nr 2 województwa warszawskiego. Pracował w komisjach: administracyjnej i samorządowej. 
Po wybuchu II wojny światowej, w obawie przed aresztowaniem, uciekł do Lwowa. Najął się do pracy na Cmentarzu Łyczakowskim. W 1941 zlitował się na osieroconym, żydowskim chłopcem. Ukrywał go w swoim mieszkaniu. Skończyło się to dla Gruszczyńskiego tragicznie. Uciekając przed Niemcami skoczył z okna; po wypadku nie odzyskał świadomości. Zmarł 13 października 1943. Został pochowany na Cmentarzu Łyczakowskim.
Był mężem Marii z d. Glinieckiej. Mieli trójkę dzieci: dwie córki: 
Wiesławę i Halinę oraz syna Zdzisława.

## Ordery i odznaczenia
- Medal Niepodległości (8 listopada 1937)[5][1]
- Srebrny Krzyż Zasługi (3 czerwca 1937)[6]